# Rendez-vous d'amour
Pour plus de détails, voir Fiche technique et Distribution.
Rendez-vous d'amour (Appointment for Love) est un film américain réalisé par William A. Seiter, sorti en 1941.

## Synopsis
Le séduisant André Cassil courtise Jane Alexander et finissent par passer la bague au doigt sur un coup de tête. La lune de miel prend fin rapidement lorsque Jane exprime ses vues progressistes sur le mariage, qui prévoient notamment que les deux époux aient des appartements séparés. André essaye alors de l'a rendre jalouse afin de l'attirer dans sa chambre.

## Fiche technique
- Titre original : Appointment for Love
- Titre français : Rendez-vous d'amour
- Réalisation : William A. Seiter
- Scénario : Bruce Manning, Ladislaus Bus-Fekete et Felix Jackson
- Photographie : Joseph A. Valentine
- Musique : Frank Skinner
- Société de production : Universal Pictures
- Pays d'origine : États-Unis
- Format : Noir et blanc - 1,37:1 - Mono
- Genre : comédie romantique
- Date de sortie : 1941

## Distribution
- Charles Boyer : Andre 'Pappy' Cassil
- Margaret Sullavan : Dr Jane Alexander
- Rita Johnson : Nancy Benson
- Eugene Pallette : George Hastings
- Ruth Terry : Edith Meredith
- Reginald Denny : Michael Dailey
- Cecil Kellaway : O'Leary
- J.M. Kerrigan : Timothy
- Roman Bohnen : Dr Gunther
- Virginia Brissac : Nora
- Mary Gordon : Martha
- Gus Schilling : Gus
- Larry Steers : Docteur